# Corporate Average Fuel Economy
Corporate Average Fuel Economy (CAFE) bezeichnet in den USA eine gesetzliche Regelung zur Begrenzung des Flottenverbrauchs bei Kraftfahrzeugen.
Sie berechnet sich als der nach Marktanteilen gewichtete Flottenverbrauch der Fahrzeuge eines Herstellers in „miles per gallon“ (mpg). Sie umschließt alle Fahrzeuge (PKW und Klein-LKW), die eine Masse („gross vehicle weight rating“, GVWR) von weniger als 8500 lbs. (Pfund, ca. 4000 kg) aufweisen und für den Verkauf in den USA hergestellt wurden. Die Berechnung erfolgt für jedes Modelljahr.
Der Begriff „Fuel economy“ (Sparsamkeit im Kraftstoffverbrauch) ist definiert als durchschnittliche Meilenstrecke, die ein Automobil per Gallone Benzin (oder äquivalenter Beträge anderer Kraftstoffe) zurücklegt, in Übereinstimmung mit den Test-Regularien der Umweltschutzbehörde EPA (Environmental Protection Agency).
Im Jahr 1975 legte der amerikanische Kongress erstmals Verbrauchsgrenzen für PKW und Klein-LKW fest als Reaktion auf das Öl-Embargo von 1973. Im Jahr 2007 verweigerte die Bush-Regierung es dem Bundesstaat Kalifornien und weiteren 13 US-Bundesstaaten, schärfere Verbrauchsgrenzen zu etablieren. Autohersteller wie GM und Ford vertraten damals die Ansicht, dass es ihnen nicht zuzumuten sei, zwei unterschiedliche Standards zu befolgen. Im März 2009 verschärfte die Obama-Regierung die seit 1985 unverändert geltenden Grenzwerte und kündigte im Mai 2009 an, die von Kalifornien vorgeschlagenen Grenzwerte bis 2016 umzusetzen. Diese liegen um ca. 30 % unter den derzeitigen Grenzwerten. Die Regierung von Donald Trump nahm die Regelungen der Obama-Administration zurück und senkte die Standards. So sollte anstelle eines Zielwertes von 55 mpg bis 2025 nur 40 mpg bis 2026 erreicht werden.
Die Liste der Automobilhersteller, die im Jahr 2010 Strafzahlungen nach der CAFE-Gesetzgebung wegen eines zu hohen Flottenverbrauchs leisten mussten, umfasst Daimler AG, Jaguar Cars, Porsche, Fiat S.p.A., und Volvo Car Corporation.